# جماعة العدل والإحسان
جماعة العدل والإحسان جماعة إسلامية مغربية من أكبر التنظيمات الإسلامية بالمغرب أسسها عبد السلام ياسين، وكان مرشدها العام إلى غاية وفاته سنة 2012، وخلفه محمد عبادي في 24 ديسمبر 2012 بلقب الأمين العام، حيث تقرر الاحتفاظ بلقب المرشد العام لمؤسس الجماعة عبد السلام ياسين. تختلف الجماعة عن الحركات السلفية ببعدها الصوفي وتتميز عن الطرق الصوفية بنهجها السياسي المعارض. اتخذت منذ نشأتها أسماء متعددة من أسرة الجماعة إلى جمعية الجماعة فـ الجماعة الخيرية لتعرف ابتداء من سنة 1987 باسم العدل والإحسان وهو شعارها الذي أخذته من الآية القرآنية: (إن الله يأمر بالعدل والإحسان وإيتاء ذي القربى وينهى عن الفحشاء والمنكر والبغي، يعظكم لعلكم تذكرون).

## تعريف
تعتبر جماعة العدل والإحسان، جماعة دعوية حيث يصرح أعضائها بالقول:«ونحن الدعوة مهنتنا، والدعوة وسيلتها التربية، وسيلتها التذكير، وسيلتها الإنذار، وسيلتها التبشير، وسيلتها الوعظ، وسيلتها التعليم، وسيلتها الإقناع، وسيلتها التي هي أحسن...» حيث تعتبر نفسها جماعة تجديد للدين، فهي تسعى لتكون من الذين يجددون الدين الإسلامي، كما وصفت الجماعة نفسها بأنها جماعة تربية وتوبة فيقولون:«منطلقنا أن جسم الأمة مريض، ومرضها يسمى فتنة، وهي بحاجة إلى تطبيب وتمريض وتربية بمعنى التربية الجذرية -التنشئة والتنمية - (إن الله لا يغير ما بقوم حتى يغيروا ما بأنفسهم (وهذا ما يقتضي أن نعطي الأهمية القصوى لفحص ذاتنا، والنظر في عيوبنا لتمحيص صفوفنا وصقل قلوبنا، وقد روى الإمام أحمد وحسنه السيوطي أن رسول الله ﷺ قال: إن الإيمان يخلق (أي يبلى) في القلب كما يخلق الثوب فجددواً إيمانكم وفي حديث آخر جددوا إيمانكم، قيل وكيف نجدد إيماننا؟ قال: أكثروا من قول لا إله إلا الله.» كما تعتبر نفسها جماعة تَدَافُع:«الهم السياسي جزء لا يتجزأ من فكر الجماعة وعملها مع التذكير دائماً بأن العمل الحزبي والتسابق إلى الانتخابات ومواقع السلطة ليس كل شأننا، بل هو بعض شأننا واهتمامنا مصداقاً لقول الله: (الذين إن مكناهم في الأرض أقاموا الصلاة وآتوا الزكاة وأمروا بالمعروف ونهوا عن المنكر ولله عاقبة الأمور).»

## الأهداف
من أدبيات الجماعة وهو أحد أهدافها عدم رضاها بهدف اجتماعي سياسي دون العدل على شريعة الله فيؤكدون «ولا نرضى بغاية تتطلع إليها همم المؤمنين والمؤمنات دون الإحسان، فقد أورد بن كثير في تفسيره: قال الشعبي عن بشير بن نهيك: سمعت ابن مسعود يقول: إن أجمع آية في القرآن في سورة النحل (إن الله يأمر بالعدل والإحسان).
العدل والإحسان هما أم القضايا وأبوهما في الدين والدنيا، وفي الدعوة والدولة، في المصير السياسي والمصير الأخروي. العدل والإحسان عنواننا في شارع السياسة، له أصالته من القرآن، وله واقعيته من غضبنا؛ لما تنتهكه الطبقة المترفة المستكبرة من حقوق العباد.
العدل صلب الدين وحوله تطيف هموم المسلمين وبه بعث الله الرسل والنبيين، وهو عماد العمران، وبدونه يكون عملنا اضطراباً عقيماً على وجه الأحداث وعملاً غير صالح بمعيار القرآن.
الإحسان لتطمئن خطانا إلى الله وخطواتنا في مواجهة الحقائق المرعبة في المجتمع، وبوجوده لن ندعو أبداً إلى الحل الصراعي العنيف.
الإحسان في العبادة أن تعبد الله كأنك تراه فإن لم تكن تراه فإنه يراك، والإحسان في العمل إتقانه وإجادته فقد كتب الله الإحسان على كل شيء، والإحسان في المعاملات أن تحسن إلى الناس؛ ومجموع هذه الدلالات يعطينا مواصفات المؤمن الصالح في نفسه وخلقه وتعامله مع المجتمع، يعطينا الوصف المرغوب لعلاقات العبد بربه وبالناس وبالأشياء.»

## وسائل الجماعة

الشيخ عبد السلام ياسين مؤسس الجماعة.

### التنظيم
أول خطوات الجماعة هي إيجاد الكيان الجماعي المنظم المنوط به القيام بعملية التغيير وإيجاد الأمة الخاصة وسط الأمة حيث يقولون «فلو أصبح المسلمون فردا فردا على أتقى قلب رجل واحد منهم، ولو اجتهدوا في الأعمال الصالحة الفردية ما اجتهدوا، ثم لم يؤلفوا قوة اقتحامية جماعية لفاتهم فردا فردا درجة الجهاد، ثم لفات الأمة ما فاتهم ولتردت الأمة بترديهم عن الدرجة العالية ولتبدد حاضرها وضاع مستقبلها بتبدد إرادتهم وتشتتها.»

### الفهم الشمولي للإسلام
تتخذ الجماعة أسلوب للدعوة وفق اتجاه تربوي سياسي؛ يشمل الدعوة والدولة والعدل والإحسان ويركز على الفرد والأمة، والخلاص الفردي والجماعي.

### التربية
ولدى الجماعة أدبيات منها قانون التغيير الإلهي القائم على التربية فنص ياسين قوله: «فالتربية مقدمة الجهاد وشرطه وأساسه، وبالتربية المتكاملة الشاملة العميقة يصبح الإنسان هو الفاعل التاريخي الذي يؤثر فيما حوله فالنضج الحركي ضروري وإفشاء الشورى في الصف وتكتيل الجهود بجمع الفصائل الإسلامية على المشروع، وضبط التنظيم وتطعيمه بالوعي السياسي ودراسة الأوضاع القائمة، وبناء تحالفات مرحلية.»

### العلم إمام العمل
ترتكز ممارسات الجماعة على مرجعية فكرية وبناء نظري على حد قولها «فليست العبرة أن نلتمس أقصر طريق للحكم الإسلامي ولا أن نلتمس أضمن الوسائل رأي العين فكل طريق غير المنهاج النبوي وهو السنة وكل وسيلة لا يقبلها الشرع أمور مرفوضة، العبرة أن نكتشف المنهاج النبوي في التربية، ذلك المنهاج الذي كان عملاً باهر النتائج، خرج من مدرسته كبار الصحابة.»

### رفض العنف
تتجنب الجماعة العنف في القول والعمل فمن أدبياتها: «نعتقد أن العنف والدعوة لا يجتمعان من جهة، وليقيننا أن ما انبنى على العنف لا يجنى منه خير، ولا يمكن أن يدوم، وخسارته محققة وربحه بعيد الاحتمال من جهة، ولأننا أمرنا في زمن الفتنة - وهذا منطلقنا - حقن الدماء والعفو عن المسلمين.»